# إليزابيث اكيرز ألين
إليزابيث اكيرز ألين (بالإنجليزية: Elizabeth Akers Allen)‏ هي كاتِبة وصحفية وشاعرة أمريكية، ولدت في 9 أكتوبر 1832 في Strong, Maine ‏ في الولايات المتحدة، وتوفيت في 7 أغسطس 1911 في قرية توكاهوي في الولايات المتحدة.

## وصلات خارجية
- إليزابيث اكيرز ألين على موقع الموسوعة البريطانية (الإنجليزية)
- إليزابيث اكيرز ألين على موقع ميوزك برينز (الإنجليزية)